# Онатій Анастасія Віталіївна
Онатій Анастасія Віталіївна (нар. 16 жовтня 1991, м. Біла Церква, Україна) — українська філолог, кандидат філологічних наук, автор низки шкільних підручників та робочих зошитів з української мови. Також автор курсу Українська мова у Всеукраїнській школі онлайн, співзасновниця освітньої студії «Без оцінок» та «Ботан студіо».

## Життєпис
Народилася 16 жовтня 1991 року у місті Біла Церква.
Навчалася у НАУКМА, НАУ та НМУ ім. О. Богомольця.
Мешкає у Києві.
З 2018 року — кандидат філологічних наук за спеціальністю «Українська мова».
Анастасія Онатій працює на посаді доцента кафедри української мови Національного університету «Києво-Могилянська академія» (дисципліна «Українська мова. Практикум», авторський курс «Українські мовні норми в контексті сьогодення» та інші).
З 2021 року також працює у «Новопечерській школі».
Є членом журі Всеукраїнського етапу конкурсу-захисту наукових робіт МАН (секція «Українська мова»).
Стала співзасновницею освітньої студії «Без оцінок» та видавництва креативних навчальних матеріалів «Botan.studio».
З 2021 року розробляє, часто у співавторстві, підручники та робочі зошити з української мови для НУШ. Також є тренеркою НУШ, експерткою курсу «НУШ: базова середня освіта» від ГС «Освіторія», авторка й методистка уроків Всеукраїнської школи онлайн.

## Написання підручників
Разом із Тарасом Ткачуком у 2022 році видала навчально-методичний комплекс «Українська мова. 5 клас», що пройшов експертизу МОН та був рекомендованим до використання у закладах загальної середньої освіти. Підручник для 5 класу назвали Учительським Байрактаром, оскільки на його друк збирали кошти з усіх кінців світу. Надрукувати підручник тиражем 20999 примірників мали влітку 2022 року, однак у зв’язку з повномасштабним вторгненням Росії всі державні кошти були спрямовані на захист України. На зібрані гроші через Спільнокошт видавництво Навчальна книга “Богдан” надрукувало частину тиражу й безкоштовно розіслало в усі школи навчально-методичні комплекти (робочі зошити, календарне планування) для вчителів, які обрали цей підручник. 
Підручник для 6 класу з української мови (2023) отримав назву “Написаний в окопі”, бо співавтор Тарас Ткачук пішов добровольцем на фронт і допомагав Анастасії Онатій з Донбасу, де він під обстрілами, на позиціях у вільні хвилини створював завдання й відправляв їх смсками: “У мене 70 слів вправи, тому що 70 слів поміщалося у велику СМСку. Ідеї записував, слова цікаві, речення”, - розповідає Тарас. “Щойно з'явився зв'язок, мені прилітала порція повідомлень. Там є вправи і про мишей, і про поле, урожай, літаки, і про небо, про все, що оточувало бійця”, - каже колега бійця Анастасія Онатій, яка й отримувала всі матеріали для підручника” . 
Підручник для 7 класу потрапив у скандал через технічну помилку: на піктограмі у формі карти України не було Криму. Однак видавництво “Літера” вилучило весь тираж (41000 примірників) та передрукувало  наклад за власний кошт. Автори зазнали тривалого публічного цькування, який організувала народна депутатка Оксана Савчук, звинувативши Анастасію Онатій і Тараса Ткачука у відсутності патріотизму.

## Публікації
- Онатій, Анастасія (30.06.2016). Лінгвістичний статус займенниково-співвідносних речень: традиція та новаторство (PDF). Архів оригіналу (PDF) за 19 лютого 2022. Процитовано 23 лютого 2022.
- Онатій, Анастасія (10. 02. 01). Синтаксична організація складнопідрядних займенниковоспіввідносних речень несиметричної структури. Архів оригіналу за 19 лютого 2022. Процитовано 23 лютого 2022.
- Онатій, Анастасія (2017). Проблема статусу напівсиметричних займенниково-співвідносних реченнь. Архів оригіналу за 19 лютого 2022. Процитовано 23 лютого 2022.
- Онатій, Анастасія (27. 08. 2017). Семантико-синтаксична організація займенниково-співвідносних речень несиметричної структури з корелятом «так (PDF). Архів оригіналу (PDF) за 19 лютого 2022. Процитовано 23 лютого 2022.
- Онатій, Анастасія (2018). Особливості реалізації прислівно-кореляційного зв’язку в займенниково-співвідносних реченнях симетричної, напівсиметричної та несиметричної структури. Архів оригіналу за 19 лютого 2022. Процитовано 23 лютого 2022.
- Онатій, Анастасія (2020). Особливості периферійної зони займенниково-співвідносних несиметричних речень. Архів оригіналу за 19 лютого 2022. Процитовано 23 лютого 2022.